# Bộ Huyết (血)
Bộ Huyết, bộ thứ 143 có nghĩa là "máu" là 1 trong 29 bộ có 6 nét trong số 214 bộ thủ Khang Hy.
Trong Từ điển Khang Hy có 60 chữ (trong số hơn 40.000) được tìm thấy chứa bộ này.

## Tự hình Bộ Huyết (血)

Giáp cốt văn
Đại triện
Tiểu triện

## Chữ thuộc Bộ Huyết (血)
| Số nét bổ sung | Chữ                                  |
| -------------- | ------------------------------------ |
| 0              | 血/huyết/                            |
| 3              | 衁/hoang/ 衂/nục/                    |
| 4              | 衃/phôi/ 衄/nục/                     |
| 5              | 衅/hấn/                              |
| 6              | 衆/chúng/ 衇/mạch/ 衈/nhị/ 衉/khách/ |
| 15             | 衊/miệt/                             |
| 18             | 衋/hức/                              |